# Lista de substâncias químicas da DEA
A lista de substâncias químicas da DEA é uma lista mantida pela Drug Enforcement Administration dos Estados Unidos, que mantém listas sobre a classificação de drogas ilícitas. Também mantém a Lista I e a Lista II de substâncias químicas, que contêm produtos químicos utilizados na fabricação de substâncias/drogas ilícitas. As listas são designadas dentro da Lei de Substâncias Controladas mas pode ser modificado pelo Procurador-Geral dos EUA conforme as práticas ilegais de fabricação mudam.
Embora a lista seja controlada pelo procurador-geral, a lista é considerada uma lista DEA porque a DEA publica e aplica a lista.
Os fornecedores desses produtos estão sujeitos a medidas de regulação e controle:
| Regulação                                                                                        | Lista I | Lista II | Máquinas de Tabulação e Encapsulamento | Lista Especial de Vigilância |
| ------------------------------------------------------------------------------------------------ | ------- | -------- | -------------------------------------- | ---------------------------- |
| Conheça seu cliente                                                                              | X       | X        | X                                      | X                            |
| Relatórios anuais de fabricação, inventário e uso para fabricantes a granel                      | X       | X        | X                                      |                              |
| Aviso da DEA de 15 dias, exigido para importação, exportação e transbordo                        | X       | X        |                                        |                              |
| Aviso da DEA de 15 dias, exigido para transações internacionais                                  | X       | X        |                                        |                              |
| Manter registros de transações por pelo menos dois anos                                          | X       | X        |                                        |                              |
| Manter controles de segurança efetivos                                                           | X       | X        |                                        |                              |
| Relatórios exigidos para vendas e perdas incomuns ou vendas para empresas identificadas pela DEA | X       | X        |                                        |                              |
| Registro necessário para fabricação, distribuição, importação ou exportação                      | X       |          |                                        |                              |
| Relatórios de vendas por correspondência a entidades não regulamentadas                          | X       |          |                                        |                              |